# Scytodes zamorano
Espèce
Scytodes zamorano est une espèce d'araignées aranéomorphes de la famille des Scytodidae.

## Distribution
Cette espèce est endémique du Honduras.

## Description
La femelle holotype mesure 5,25 mm.

## Étymologie
Son nom d'espèce lui a été donné en référence au lieu de sa découverte, Zamorano.

## Publication originale
- Brescovit & Rheims, 2001 : Notes on the genus Scytodes (Araneae, Scytodidae) in Central and South America. Journal of Arachnology, vol. 29, no 3, p. 312-329 (texte intégral).